# Aleksandra Sikorska
Aleksandra Sikorska (ur. 28 kwietnia 1993 roku w Warszawie) – polska siatkarka grająca na pozycji przyjmującej, a wcześniej środkowej, reprezentantka kraju.
Jest wychowanką MUKS Sparty Warszawa. W sezonie 2012/2013 zawodniczka Budowlanych Łódź, zaś od sezonu 2015/2016 była siatkarką Impelu Wrocław. Od grudnia 2016 roku występuje w drużynie Tauron MKS Dąbrowa Górnicza.
Na początku lipca 2012 roku zadebiutowała w kadrze Polski seniorek w spotkaniu przeciwko Rosji podczas turnieju o Puchar Borysa Jelcyna. Wystąpiła w niej 4 razy (stan na koniec 2012).

## Życie prywatne
Jest córką byłego piłkarza Gwardii i Legii Warszawa Andrzeja Sikorskiego.

## Sukcesy klubowe
Mistrzostwa Polski Młodziczek:
- 2008

Mistrzostwa Polski Kadetek:
- 2009, 2010

Ogólnopolska Olimpiada Młodzieży:
- 2010
- 2009

Mistrzostwa Polski Juniorek:
- 2010
- 2011

Mistrzostwo Polski:
- 2016

## Sukcesy reprezentacyjne
Liga Europejska:
- 2014